# 馬基夫卡 (普里阿佐夫西克區)
47°1′11″N 35°57′45″E / 47.01972°N 35.96250°E
馬基夫卡（烏克蘭語：Маківка）是位於烏克蘭東南部的村莊，由扎波羅熱州梅利托波爾區的新瓦西利夫卡市鎮負責管轄。該村處於尤尚利河畔，距離卡利尼夫卡2公里，始建於1921年，面積0.91平方公里，海拔高度65米，2001年人口361。